# Carmen Morales de las Heras
Carmen María Guadalupe Dolores Morales de las Heras (Madrid, 12 de desembre de 1970) és una actriu espanyola.

## Biografia
És la major dels tres fills del cantant Antonio Morales Junior i de l'actriu i cantant Rocío Dúrcal. Lola Flores i Luis Sanz van ser els padrins del seu bateig, de fet, el nom de Dolores, el té gràcies a La Faraona, que en ple bateig va dir: «aquesta nena ha de portar el meu nom» i així va succeir. Carmen i María per les seves àvies paterna i materna, Guadalupe, per la Verge de Guadalupe de Mèxic, i Dolores per Lola Flores.
La seva germana Shaila Dúrcal és una cantant, que ha aconseguit popularitat a Llatinoamèrica, posicionant-se número u en vendes diverses vegades tant a Espanya, com a Llatinoamèrica. Des de molt petita posseïa dots artístics, un exemple d'això va ser a principis dels anys 80, quan va formar, al costat del seu germà Antonio, el grup infantil Antonio y Carmen, amb els èxits «Sopa de amor» y «Entre cocodrilos». Com a duo van tenir un gran èxit al Japó.
En 1996 va tenir un fill anomenat Christian amb l'empresari Óscar Lozano. El 30 d'abril de 2011 es va casar amb Luis Guerra a l'Ajuntament de Sant Joan de Labritja, Eivissa.

### Carrera cinematogràfica
L'any 1988 sota la direcció de Joey Romero, va realitzar la seva primera pel·lícula cinematogràfica: Savage Justice. En 2001 sota la direcció de Carlos Gil va realitzar la seva segona pel·lícula, School Killer. En 2003, sota la direcció d'Antonio Giménez-Rico i compartint repartiment amb Santiago Ramos, Mariola Fuentes, Juan Jesús Valverde, Iñaki Miramón i José Sazatornil, entre d'altres; va arribar la seva tercera i última pel·lícula, Hotel Danubio.

### Carrera televisiva
Entre els anys 1998 i 2000 va realitzar la seva primera sèrie televisiva Al salir de clase a Telecinco, que li va donar un gran impuls professional. Va compartir rodatge amb actors de la talla d'Hugo Silva, Miguel Ángel Muñoz, Elsa Pataky i Rodolfo Sancho, entre d'altres. Solament un any després, l'any 2001 en La 1, va realitzar al costat de Lina Morgan la sèrie Academia de baile Gloria, amb la col·laboració de Jesús Olmedo i Norma Duval, entre molts altres actors. Dos anys després, l'any 2003, en Antena 3 va realitzar la seva tercera sèrie de televisió El pantano, amb la col·laboració de Natalia Verbeke i Emma Suárez, entre d'altres. El 2008, a Telemadrid va realitzar la sèrie Dos de Mayo: libertad de una nación. Un any més tard va realitzar la sèrie diària Un golpe de suerte amb la col·laboració de Toni Cantó. Mesos més tard Carmen va realitzar un capítol especial d' Amar en tiempos revueltos «¿Quién mató a Hipólito Roldán?», i el 2010 la telenovel·la Amar en tiempos revueltos, amb la col·laboració de Marina San José i Pep Munné.

### Com a cantant
A finals de l'any 2010, en estrenar-se el disc homenatge a la seva mare Rocío Dúrcal, Una estrella en el cielo, Carmen María va donar veu a la seva mare, no sols en el documental en què resumeix la vida de la seva progenitora, de la qual se sent molt orgullosa, sinó que també va realitzar un duo amb ella en el disc homenatge, una cançó de Rocío Dúrcal: «Hasta que vuelvas». En aquest àlbum homenatge també apareixen artistes com Shaila Dúrcal, Sergio Dalma, Juan Gabriel, Julio Iglesias, Joaquín Sabina… i fins i tot el mateix Junior, espòs de Rocío.

## Filmografia

### Cinema
- Hotel Danubio (Antonio Giménez-Rico, 2003)
- School Killer (Carlos Gil, 2001)
- Savage Justice (Joey Romero, 1988)

### Televisió
- Élite (2020) (Netflix)
- Amar en tiempos revueltos (2010) (TVE 1)
- Un golpe de suerte (2009) (Telecinco)
- Dos de mayo: libertad de una nación (2008) (Telemadrid)
- El pantano (2003) (Antena 3)
- Academia de baile Gloria (2001) (TVE 1)
- Al salir de clase (1998-2000) (Telecinco)

### Teatre
- La venganza de don Mendo (2012), de Pedro Muñoz Seca.
- La importancia de llamarse Ernesto (2009), de Oscar Wilde.
- Olvida los tambores (2007), d'Ana Diosdado.
- Ninette y un señor de Murcia (2002), producida por Telón Corto.
- El galán fantasma (2000; 2010) de Calderón de la Barca.